# Франкальтроф
Франкальтро́ф (фр. Francaltroff, нем. Freialtdorf) — коммуна во французском департаменте Мозель региона Лотарингия. Относится к  кантону Альбестроф.

## Географическое положение

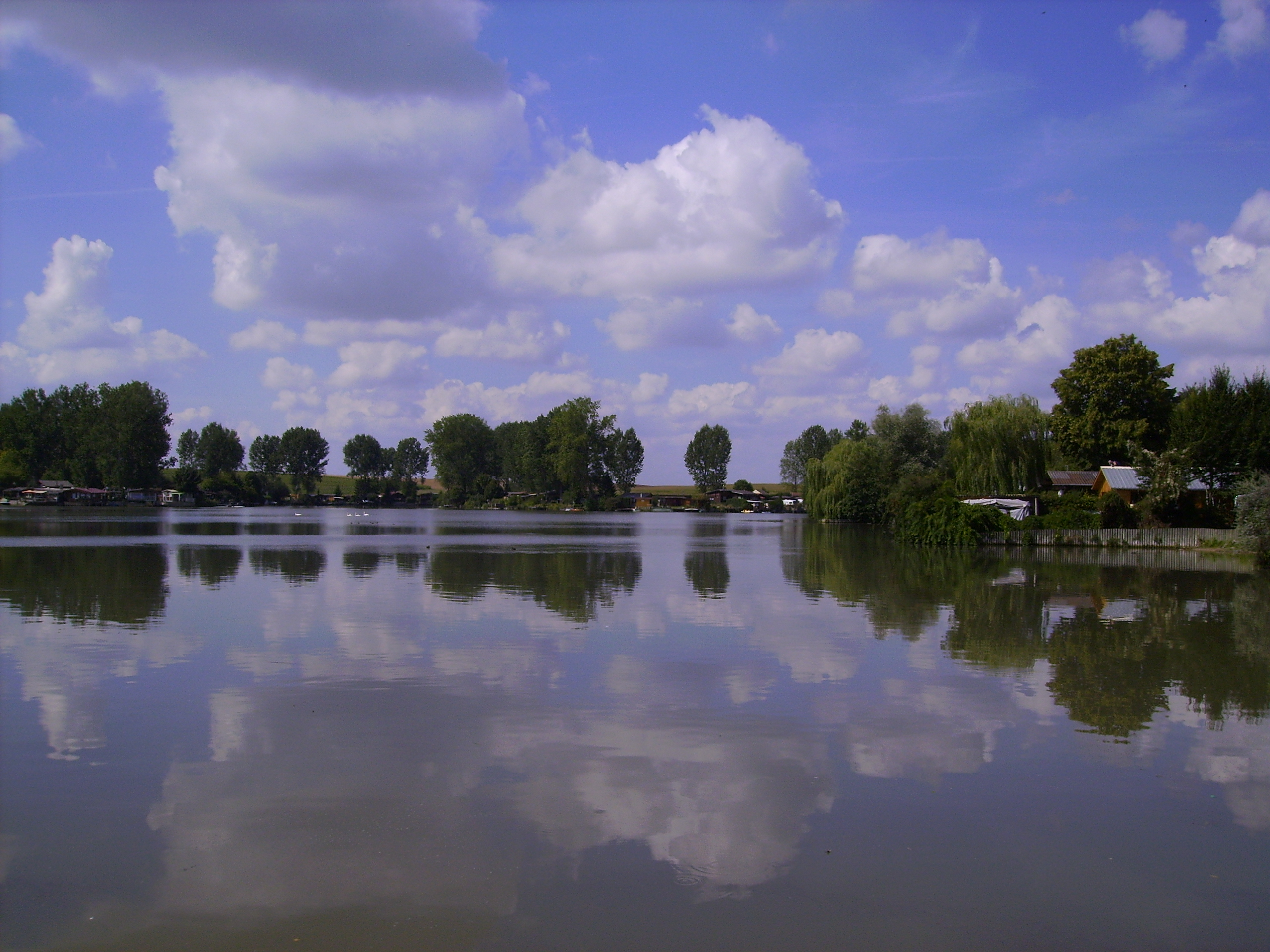
Озеро Тенш к западу от Франкальтрофа.

Франкальтроф расположен в 50 км к востоку от Меца. Соседние коммуны: Эллимер и Гренен на северо-востоке, Ренен на востоке, Ленен, Мондидье и Альбестроф на юго-востоке, Нёфвиллаж и Вирмен на юго-западе, Эрстроф на северо-западе.

## История
- Впервые коммуна упоминалась в хартии епископа Меца Ангильрамна, датированной 787 годом. Относилась к графству Маримон, отделилась в XIII веке. Была аллодом герцогства Лотарингия.

## Демография
По переписи 2007 года в коммуне проживало 748 человек.	

## Достопримечательности
- Древнеримский тракт Мец—Страсбург проходил через соседний викус Гротанкен.
- Развалины замка, построенного в 1740 году.
- Часовня Сент-Барб XVIII века.